# Potyczka pod Józefowem
Potyczka pod Józefowem – starcie zbrojne stoczone 24 kwietnia 1863 roku pomiędzy oddziałem powstańczym pod dowództwem płk. Marcina Borelowskiego a Rosjanami, którymi dowodził ppłk Tołmaczew i mjr Ogolin.
Siły rosyjskie w sile 4 kompanii piechoty, sotni Kozaków i szwadronu dragonów okrążyły obozujących niedaleko Józefowa powstańców, jednocześnie spychając ich w stronę bagien. Po dłuższej wymianie strzałów Polacy zaczęli się wycofywać i przełamali pierścień okrążenia.
Podczas potyczki zginęło 28 powstańców, m.in. poeta Mieczysław Romanowski i komisarz powstańczy województwa lubelskiego Gustaw Wasilewski. Straty Rosjan nie są znane.
Polegli powstańcy są pochowani na cmentarzu parafialnym w Józefowie.